# Парламентские выборы в Великобритании (1880)
Парламентские выборы в Великобритании 1880 года прошли с 31 марта по 27 апреля и стали двадцать первыми парламентскими выборами в истории Соединённого королевства Великобритании и Ирландии после Акта об унии 1800 года. Либеральная оппозиция, возглавляемая лидером либералов в Палате общин Спенсером Кавендишем, одержала решительную победу над правящими консерваторами во главе с действующим премьер-министром Бенджамином Дизраэли.
Выборы 1880 года стали последними в истории Великобритании парламентскими выборами, на которых не консерваторы получили большинство от общего числа голосов (а не просто относительное большинство), а также единственными (за исключением 1906 года) до 1945 года, когда не консерваторы получили большинство мест.

## Политическая ситуация

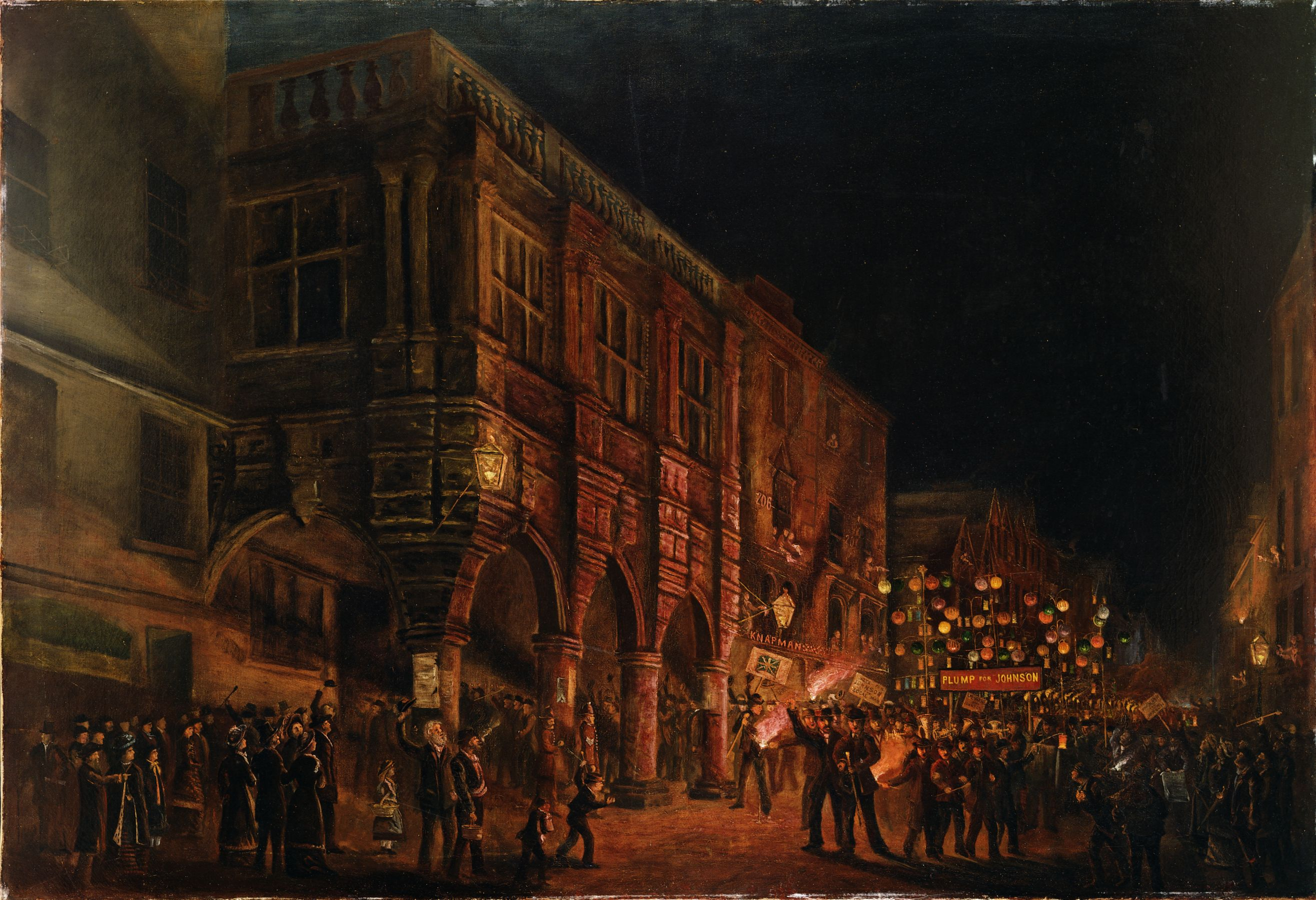
Картина Альфреда Джорджа Палмера, изображающая ночь выборов у Эксетерской ратуши.

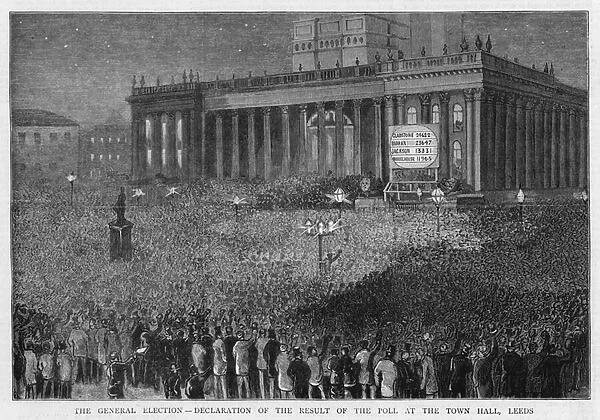
Толпа у здания мэрии Лидса в ожидании результатов выборов.

Консервативное правительство Бенджамина Дизраэли (уже ставшего к тому временем графом Биконсфилдом) было обречено из-за плохого состояния британской экономики и уязвимости своей внешней политики для критики. Усилия правительства в Африке, Индии, Афганистане и Европе, которые были лишь частично успешными и часто сопровождались унизительными поражениями, дали много пищи для его атак либералам, особенно экс-премьеру и бывшему лидеру Либеральной партии Гладстону. Серия речей по вопросам внешней политики, произнесённых Гладстоном, который баллотировался в округе Мидлотиан, не только подготовила почву для его возвращения в качестве ведущего политика, но и оказала серьёзное влияние на всю кампанию либералов, которая вошла в историю как Мидлотианская кампания.
Свою избирательную кампанию либеральная оппозиция, ведомая яростным красноречием Гладстона, строила в первую очередь на критике политики Великобритании на Балканах, поскольку кабинет Дизраэли поддерживал Оттоманскую империю, хотя общественное мнение после жестоко подавленного Апрельского восстания 1876 года в Болгарии было настроено противоположно, чем и воспользовались либералы. Турецкие зверства против болгарских христиан ужаснули британское общество и сделали Дизраэли уязвимым для религиозных и моралистических нападок, особенно в памфлете Гладстона «Болгарские ужасы и восточный вопрос» (1876).
Кампания Гладстона была синтезом двух подходов в популистской манере, адаптированной к либерализму. Апеллируя к евангелистам, он яростно критиковал внешнюю политику правительства Дизраэли как совершенно безнравственную, обвиняя премьер-министра в том, что тот вовлёк «страну в безнравственные, тщеславные и дорогостоящие внешние авантюры, враждебные миру и правам малых народов» и даже в подрыве «парламентского правления в пользу некоего подобия восточного деспотизма». Британский историк Пол Смит отмечает, что хотя у обвинений действительно были некоторые основания, но: «Большая часть этого была партийной феерией, достойной собственных вылазок её объекта против вигов». 
Сам Дизраэли теперь был графом Биконсфилдом и заседал в Палате лордов, а обычай не позволял пэрам вести агитацию; это лишило консерваторов ряда важных фигур, таких как маркиз Солсбери и лорд Крэнбрук, что помешало партии справиться с риторическим натиском оппонентов. Хотя Дизраэли, будучи лидером Консервативной партии, улучшил её организацию, он слишком тесно был связан с сельским дворянством и не разбирался с городским средним классом, который всё больше доминировал в его партии.
Помимо проблем с вопросами внешней политики, ещё более важным было то, что консерваторы не смогли вести эффективную экономическую политику. 1870-е годы совпали с длительной глобальной депрессией, вызванной биржевым крахом 1873 года и окончанием мирового железнодорожного бума, который ранее был так выгоден Британии. К концу 1870-х годов напряжение в британском обществе выросло; цены и прибыли упали, занятость сократилась, как и ставки заработной платы, что вызвало большие трудности среди промышленного рабочего класса. Система свободной торговли, поддерживаемая обеими партиями, сделала сельское хозяйство Британии беззащитной перед потоком дешёвой пшеницы из Северной Америки, что в 1879 году усугубилось плохим урожаем, который признали худшим за столетие в Британии. Либералы во главе с Гладстоном, влияние которого в ходе избирательной кампании значительно выросло, обвиняли консервативное правительство в финансовой некомпетентности, представляя растущий бюджетный дефицит как меру плохого управления, а также в пренебрежении внутренним законодательством. В результате на выборах партия Дизраэли сильно проиграла по всем направлениям, особенно в Шотландии и Ирландии, а также в городских районах. Дизраэли ушёл в отставку 21 апреля 1880 года.

## Результаты
|        |              |                    |           |           |        |         |       |       |
| Партия | Партия       | Лидер              | Кандидаты | Голоса    | Голоса | Голоса  | Места | Места |
| Партия | Партия       | Лидер              | Кандидаты | Голоса    | %      | ± п. п. | Места | ±     |
|        | Либералы     | Спенсер Кавендиш   | 499       | 1 836 423 | 54,66  | ▲ 2,71  | 352   | ▲ 132 |
|        | Консерваторы | Бенджамин Дизраэли | 521       | 1 426 351 | 42,50  | ▼ 1,81  | 237   | ▼ 113 |
|        | Лига гомруля |                    | 81        | 95 535    | 3,66   | ▼ 0,82  | 63    | ▲ 3   |
|        | Другие       |                    | 2         | 1107      | 0,12   | ▼ 0,09  | 0     | ▬     |
|        | Всего        | Всего              | 1103      | 3 359 416 | 100    | ▬       | 652   | ▬     |

Голоса
| Голоса избирателей | Голоса избирателей | Голоса избирателей | Голоса избирателей | Голоса избирателей |
| ------------------ | ------------------ | ------------------ | ------------------ | ------------------ |
| Либералы           |                    |                    | 54.66 %            |                    |
| Консерваторы       |                    |                    | 42.46 %            |                    |
| Лига гомруля       |                    |                    | 2.84 %             |                    |
| Другие             |                    |                    | 0.03 %             |                    |

Места
| Места в парламенте | Места в парламенте | Места в парламенте | Места в парламенте | Места в парламенте |
| ------------------ | ------------------ | ------------------ | ------------------ | ------------------ |
| Либералы           |                    |                    | 53.99 %            |                    |
| Консерваторы       |                    |                    | 36.35 %            |                    |
| Лига гомруля       |                    |                    | 9.66 %             |                    |

### Результаты выборов по регионам
| Партия | Партия       | Великобритания | Великобритания | Великобритания | Великобритания | Великобритания | Англия    | Англия | Англия | Англия | Англия | Шотландия      | Шотландия      | Шотландия      | Шотландия      | Шотландия      |
| Партия | Партия       | Голоса         | %              | ±              | Места          | ±              | Голоса    | %      | ±      | Места  | ±      | Голоса         | %              | ±              | Места          | ±              |
| ------ | ------------ | -------------- | -------------- | -------------- | -------------- | -------------- | --------- | ------ | ------ | ------ | ------ | -------------- | -------------- | -------------- | -------------- | -------------- |
|        | Либералы     | 1 780 171      | 57,3           | ▲ 1,9          | 337            | ▲ 105          | 1 519 576 | 56,2   | ▲ 2,4  | 254    | ▲ 81   | 195 517        | 70,1           | ▲ 1,7          | 52             | ▲ 12           |
|        | Консерваторы | 1 326 744      | 42,7           | ▼ 1,9          | 214            | ▼ 105          | 1 205 990 | 43,7   | ▼ 2,5  | 197    | ▼ 83   | 74 145         | 29,9           | ▼ 1,7          | 6              | ▼ 12           |
|        | Другие       | 1107           | 0,04           | ▲ 0,04         | 0              | ▬              | 1107      | 0,04   | ▲ 0,04 | 0      | ▬      | Не участвовали | Не участвовали | Не участвовали | Не участвовали | Не участвовали |
| Всего  | Всего        | 3 108 022      | 100            | ▬              | 551            | ▬              | 2 726 673 | 100    | ▬      | 451    | ▬      | 269 662        | 100            | ▬              | 58             | ▬              |

| Партия | Партия       | Уэльс          | Уэльс          | Уэльс          | Уэльс          | Уэльс          | Ирландия | Ирландия | Ирландия | Ирландия | Ирландия | Университеты   | Университеты   | Университеты   | Университеты   | Университеты   |
| Партия | Партия       | Голоса         | %              | ±              | Места          | ±              | Голоса   | %        | ±        | Места    | ±        | Голоса         | %              | ±              | Места          | ±              |
| ------ | ------------ | -------------- | -------------- | -------------- | -------------- | -------------- | -------- | -------- | -------- | -------- | -------- | -------------- | -------------- | -------------- | -------------- | -------------- |
|        | Либералы     | 50 403         | 58,8           | ▼ 2,1          | 29             | ▲ 10           | 56 252   | 22,7     | ▲ 4,3    | 15       | ▲ 5      | 5675           | 50,8           | н/д            | 2              | ▬              |
|        | Консерваторы | 41 106         | 41,2           | ▲ 2,1          | 4              | ▼ 10           | 99 607   | 39,8     | ▼ 1,0    | 23       | ▼ 8      | 5 503          | 49,2           | н/д            | 7              | ▬              |
|        | Лига гомруля | Не участвовали | Не участвовали | Не участвовали | Не участвовали | Не участвовали | 95 535   | 37,5     | ▼ 2,1    | 63       | ▲3       | Не участвовали | Не участвовали | Не участвовали | Не участвовали | Не участвовали |
|        | Другие       | Не участвовали | Не участвовали | Не участвовали | Не участвовали | Не участвовали | 2934     | 1,2      | н/д      | 0        | ▬        | Не участвовали | Не участвовали | Не участвовали | Не участвовали | Не участвовали |
| Всего  | Всего        | 100 509        | 100            | ▬              | 33             | ▬              | 251 394  | 100      | ▬        | 101      | ▬        | 11 178         | 100            | ▬              | 9              | ▬              |

## После выборов
Мидлотианская кампания не только помогла либералам нанести поражение на выборах консерваторам и вернуться к власти, но и вновь сделала Гладстона самым влиятельным политиком в Либеральной партии. Отныне игнорировать лидерские претензии Гладстона было невозможным. Кавендиш как лидер партии, получившей большинство в Палате общин, был приглашён королевой Викторией сформировать новое правительство, но отказался — как и граф Гренвиль, лидер либералов в Палате лордов — так как Гладстон ясно дал понять, что не будет служить ни под чьим началом. Вместо этого Кавендиш убедил королеву предложить пост премьер-министра Гладстону.
Второе правительство Гладстона, в котором он до 1882 года был ещё и канцлером казначейства, проработало с июня 1880 года по июнь 1885 года. Первоначально Гладстон намеревался уйти в отставку в конце 1882 года, в 50-ю годовщину своего вступления в политику, но не сделал этого. Во главе правительства он проводил политику парламентской реформы, но его кабинет стал крайне непопулярным после гибели в январе 1885 года при неудачной обороне Хартума генерала Гордона. Гладстон был обвинён в неспособности спасти генерала от верной гибели и ушёл в отставку в июне того же года, дав консерваторам под руководством маркиза Солсбери возможность сформировать правительство.

### Комментарии
1. 1 2  Приведённые здесь данные о количестве мест Либеральной партии включают спикера Палаты общин и трёх депутатов от либерал-лейбористов.
2. ↑  Заштрихованная окраска используется в избирательных округах, избравших депутатов от разных партий
3. ↑  Приведённые здесь данные о количестве мест Либеральной партии от Великобритании включают спикера Палаты общин и трёх депутатов от либерал-лейбористов, избранных в Англии.